# تاناکوئیل

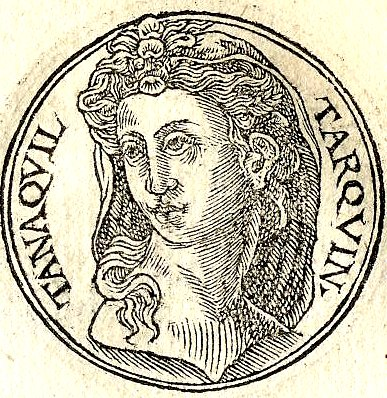
تصویری خیالی از تاناکوئیل، برگرفته از کتاب گنجینه تصاویر شخصیت‌های بزرگ تاریخ اثر گیوم رویل.

تاناکوئیل (به لاتین: Tanaquil) ملکه‌ی روم و همسر لوکیوس تارکوئینیوس پریسکوس، پنجمین پادشاه روم، و یکی از قدرتمندترین زنان پادشاهی روم بود که با آنکه از نژاد رومی نبود، توانست یکبار شوهرش و بار دیگر دامادش را به تاج‌وتخت روم برساند.

## زندگی

### ازدواج با تارکوئینیوس پریسکوس و مهاجرت به روم
او اصلاً یک اتروسک و اهل تارکوئینیئی و از خاندان‌های ثروتمند و اشرافی آنجا بود. وقتی با مردی به‌نام لوکومو (تارکوئینیوس پریسکوسِ بعدی) ازدواج کرد، می‌خواست شوهرش را مردی محترم و موفق ببیند، چه شوهرش فی‌نفسه جاه‌طلب بود. اما شوهرش در این شهر (=تارکوئینیئی) هیچ فرصت رشد و ترقی نداشت، زیرا از نژادی یونانی ــ نه ایتالیایی ــ بود اتروسکان او را به‌سبب بیگانه و مهاجر بودنِ پدرش مسخره می‌کردند و تاناکوئیل نیز تاب این تمسخرها را نداشت. از سویی، زن مطلع بود که روم شهری تازه‌تأسیس و جوان و، در نتیجه، مهاجرپذیر است و در آن مناصب را بر اساس شایستگی تقسیم می‌کنند. پس شوهرش را قانع کرد که به روم مهاجرت کنند. لوکومو، که تارکوئینیئی را صرفاً از سمت مادر (نه پدر) وطن خود می‌دانست و چندان احساس میهن‌دوستی نسبت‌به آن نداشت، پیشنهاد همسرش را پذیرفت. پس این زوج باروبندیلشان را بستند و سوار بر گردونه‌ای رهسپار روم شدند. در راه، وقتی در تپه‌ی یانیکولوم بودند، عقابی کلاه لوکومو را از سرش قاپید و به بالا پرواز کرد و پس از مدتی بازگشت و کلاه را درست بر سر او بازنهاد و رفت. تاناکوئیل، که در پیشگویی دستی داشت، آن پدیده را به‌فال نیک گرفته شوهرش را بغل کرده گفت که «منتظر سرنوشتی رفیع و منیع باشد.» پس چون به روم درآمدند، خانه‌ای برای خودشان راست کردند و لوکومو را لوکیوس تارکوئینیوس پریسکوس نام کردند. آن مرد با کمک ثروت همسرش و با خوش‌خدمتی و زرنگ‌بازی توانست نام خود را بر سر زبان رومیان بیندازد، چنان‌که به دربار پادشاه روم، آنکوس مارکیوس، نیز راه یافت و به‌تدریج جزو محارم شاه شد و حتی پس از مرگ شاه چنان زرنگی کرد که به‌عنوان پنجمین پادشاه روم نیز برگزیده شد.

### ملکه‌ی روم
وقتی او و شوهرش بر روم سلطنت می‌کردند (حد فاصل سال‌های ۶۱۶ تا ۵۷۸ ق.م.) پسربچه‌ای به‌نام سرویوس تولیوس در کاخشان خوابیده بود که ناگهان سرش مشتعل شد، بی‌آنکه آسیبی ببیند یا حتی بیدار شود. پس چون زوج سلطنتی را خبر کردند، تاناکوئیل اجازه نداد کسی طفل را از خواب بیدار کند، بلکه باید به اختیار خودش برخیزد. او به شوهرش گفت که باید آن کودک را با اهتمام تمام پرورش و تعلیم دهند، زیرا کودکی معمولی نیست و می‌تواند حافظ خاندان تارکوئینیان شود. پس از آن شب، ایشان با آن کودک به‌سان فرزند خویش رفتار کردند؛ وقتی می‌خواستند دامادی برای تارکوئینیوس پریسکوس پیدا کنند، کسی را نیافتند که در دانش و خرد با سرویوس قابل قیاس باشد. پس شاه دخترش تارکوئینیا را به عقد ازدواج او درآورد. البته دشمنان سرویوس تولیوس و برخی تاریخ‌نگاران او را یک بَرده‌ی زاده از زنی بَرده می‌دانستند؛ اما تیتوس لیویوس در کتابش از پیدایش روم می‌گوید که او یک برده‌ی اشرافی بود؛ زیرا پدرش مهتر یکی از شهرهای لاتین به‌نام کُرنیکولوم بود که پس از حمله‌ی سپاه رومیِ تارکوئینیوس بر آن شهر کشته شد و همسرش به‌دست رومیان اسیر گردید درحالی‌که سرویوس را باردار بود. اما چون تاناکوئیل نشانه‌های اشرافیت را در آن بانو دید، او را از بردگی رهاند و حتی اجازه داد آن زن در خانه‌ی شاه سرویوس تولیوس را بزاید. پس لیویوس معتقد است که اسارت موقتی مادرش در دست رومیان سبب شد سرویوس را بَرده‌ای زاده از زنی برده بدانند.

#### ترور شوهرش و پادشاهی دامادش
تارکوینیوس پریسکوس و همسرش تاناکوئیل سی‌وهشت سال حکومت کردند. در سال ۵۷۸ ق.م، پسران آنکوس مارکیوس دو تن از گستاخ‌ترین چوپانان را اجیر کردند تا تارکوئینیوس پریسکوس را بکشند. این چوپانان با آلات حرب به نزدیکی کاخ شاه رفتند و با تمام سروصدایی که می‌توانستند تظاهر به دعوا کردند. پس شاه آنان را به‌حضور خواست و سبب دعوایشان را جویا شد. وقتی یکی از آنان مشغول تشریح دعوا بود، تارکوئینیوس در سخنان او دقیق شده بود که دیگری از فرصت بهره برده تبر را بلند کرده بر سر شاه کوبید. پس هر دو به بیرون جستند اما گارد شاه ایشان را دستگیر کرد. ملکه تاناکوئیل دامادش سرویوس تولیوس را جانشین او کرد؛ اما مرگ شاه را از مردم پنهان داشت و طی نطقی از سرسرای کاخ به ایشان گفت که «شاه زنده مانده و نیاز به چند روز استراحت دارد و شما باید فعلاً سرویوس تولیوس را اطاعت کنید.» پس درحالی‌که تارکوینیوس پریسکوس عملاً مرده بود، سرویوس پایه‌های قدرتش را محکم کرد و بعد خبر مرگ شاه را به مردم دادند. دو پسر تاناکوئیل، لوکیوس و آرونس، با دو دختر سرویوس تولیوس نیز ازدواج کردند.

## تغییر نام به گایا کایکیلیا
برخی می‌گویند که تاناکوئیل پس از اقامت در روم نام خود را به گایا کایکیلیا تغییر داد. پلینیوس، نویسنده‌ی رومی، می‌گوید که تندیسی از او در معبد سانکوس و دوک نخ‌ریسی‌اش و ردایی که برای سرویوس تولیوس بافته بود به‌عنوان عتیقه قرار داشتند؛ او بدل به نمونه‌ای برای عروسان رومی شد. او نخستین لباس عروس موسوم به tunica recta را بافت که بدل به لباسی شد که عروسان رومی در مراسم عروسی‌شان می‌بافتند.

## در ادبیات
جووانی بوکاچو کتابی با نام در باب زنان نامدار نگاشته که در آن از زندگی ۱۰۶ تن از بافضیلت‌ترین زنان تاریخ سخن گفته است، نخستین فصل کتابش با حوا آغاز می‌شود و تاناکوئیل (تحت نام گایا کایکیلیا) در فصل چهل‌وششم آمده است و او را نماد صرفه‌جویی و ساده‌زیستی رومیان باستان کرده است. یوهان یاکوب باخوفن،حقوق‌دان و انسان‌شناس و مؤرخ آلمانی، کتابی با نام داستان تاناکوئیل نگاشته است.